# Isomalt

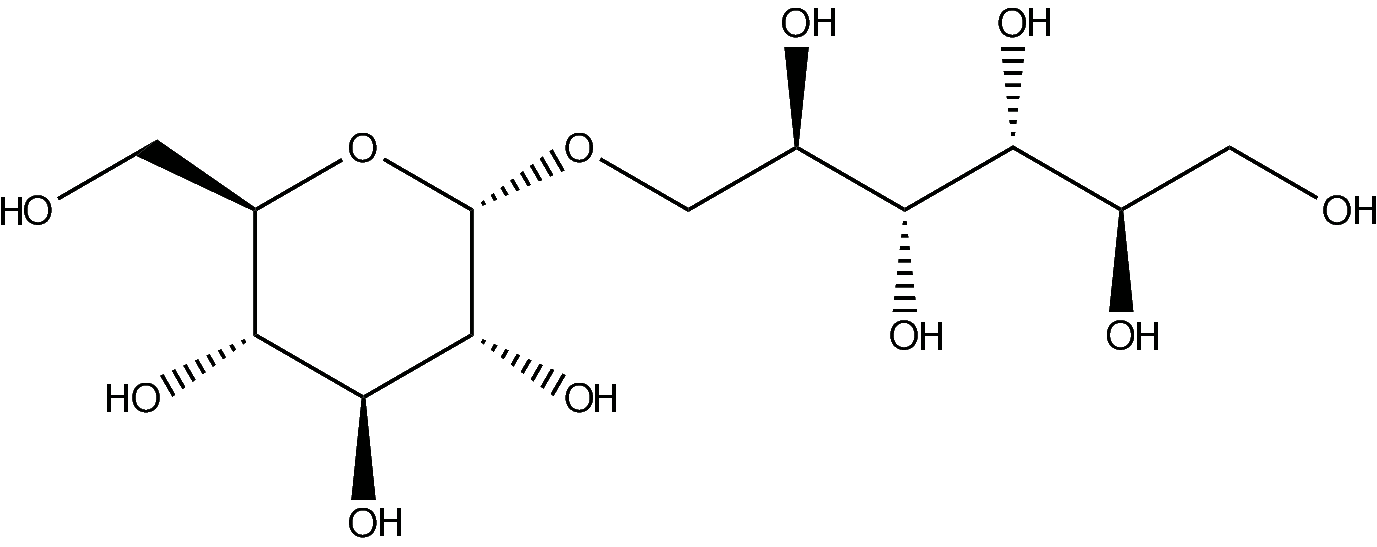
Struktura Isomaltu

Isomalt je náhražka cukru, avšak má jen malý vliv na hladinu glukózy v krvi a nepodporuje zubní kaz. Přidává se do potravin pro diabetiky. Má 2 kcal/g, polovinu kalorií cukrů. Jako u mnoha jiných náhradních sladidel hrozí při nadměrné konzumaci riziko žaludečních potíží, nadýmání a průjmu. V cukrářství a pekárenství se používá také jako protispékavá látka. Dále se tohle sladidlo využívá při výrobě čokolády a žvýkaček (hlavně těch bez cukru). Ve členských státech EU se Isomalt označuje na výrobcích kódem E 953.